# 胡瑗
胡瑗（993年—1059年）。字翼之，泰州海陵（今江蘇南通如皋）人。因世居安定堡，故世稱安定先生。北宋教育家，與 孫復、石介並稱為「宋初三先生」之一，被認為是理學先聲。

## 生平
世居陕西路安定堡（今陕西省子长县），祖父胡修已任泰州司寇参军，迁居泰州海陵。父亲胡讷官宁海军节度推官，定居泰州海陵（今江蘇泰縣）。胡瑗生于宋太宗淳化四年（993年）。幼年“家贫无以自给”，七岁能文，曾游學於山東泰山苦讀十年，“食不甘味，宿不安枕”，每得家書见有“平安”二字即投入山涧，與孫復、石介是同學。胡瑗溫和可親，被稱為「冬日之陽」，《宋史·胡瑗傳》曰：「瑗教人有法，科條纖悉（細）具備，以身先之。雖盛暑必公服坐堂上，嚴師弟子之禮。」世居陝西路的安定堡，學者稱安定先生。
景祐初年（1034年），教學於泰州城内华佗庙旁的经武祠（今江苏省泰州中学民营初中部内），景祐二年（1035年），受范仲淹之聘，任蘇州郡學（今蘇州中學）。精通儒家經學，以“聖賢自期許”，致力於維護儒家的綱常名教。胡瑗講學分“經義”、“治事”二類，治事包括水利、算術、曆法等，表現了經世致用的特點；又精於鐘律，史載“與鎮東軍節度推官阮逸同較鐘律，分造鐘磬各一虡。以一黍之廣為分，以製尺，律徑三分四厘六毫四絲，圍十分三厘九毫三絲。又以大黍累尺，小黍實龠。”嘉祐元年（1056年），升为太子中允、天章阁侍学、管勾太学。嘉祐四年，以太常博士官衔东归，赴杭州养病，送行人潮“百里不绝，时以为荣”。是年六月六日病故，葬於烏程何山（今湖州道場鄉青塢），佔地約8000平方米，歷代皆重修其墓。曾孫胡滌輯錄《胡先生言行錄》一帙。
王安石譽之為“天下豪傑魁”。“是时礼部所得士，先生弟子，十常居四五，随才高下而修饰之。人遇之虽不识，皆知为先生弟子也。”。胡瑗與孫復、石介並稱“宋初三先生”，開宋代理學之先河，對於王安石後來的熙寧變法，有決定性的影響，其弟子之眾对于王安石是一股很大的牵制力量。熙宁二年宋神宗问：“胡瑗与王安石孰优？”胡瑗高弟刘彝答：“臣师胡瑗以道德仁义教东南诸生，时王安石方在场屋中，修进士业……”又说：“今学者明夫圣人体用，以为政教之本，皆臣师之功，非安石比也。”。

## 姓名
由于“瑗”字与（的簡化字或異體字）相近，在文献中常被错误的光学字符识别或者抄成胡瑷。

## 著作
著作有《周易口義》、《洪範口義》，皆收入清初《四庫全書》。

## 後世影響
胡瑗於其故鄉泰州，創設安定書院（今中國江蘇泰州中學校内）。1902年，后人胡趾祥在杭州创办私立安定学堂，校名就取自胡瑗之号。